# Mean
"Mean" je country pop pjesma američke pjevačice Taylor Swift. Objavljena je 19. listopada 2010. kao treći i posljednji promotivni singl za njen treći studijski album Speak Now. Dana, 7. ožujka 2011. godine objavljena je kao treći službeni singl s albuma. Swift je izvela pjesmu na 46.-im "Annual Academy of Country Music Awards". Spot za pjesmu je izdan 6. svibnja 2011.

## Popis pjesama
Digitalno preuzimanje
1. "Mean" – 3:58

## Uspjeh na top listama
"Mean" je izdan kao promotivni singl s Speak Now 19. listopada 2010. kao dio "odbrojavanja do Speak Now" na iTunesu. Nakon njegovog izlaska kao promotivnog singla, "Mean" je debitirao na 2. poziciji na listi Hot Digital Songs s 163,000 downloada te 11. poziciji Billboarda Hot 100.. Sljedećeg tjedna, pjesma je nestala s liste.. Nakon izlaska kao službenog singla, pjesma se ponovo pojavila na listi Hot 100 na 90. poziciji a kasnije dostiže 48. poziciju. Nakon debitiranja na 55. poziciji liste Hot Country Songs kao promotivni singl pjesma dostiže 17. poziciju kao službeni singl.
Pjesma je nakon izlaska kao službenog singla debitirala na svjetskim glazbenim ljestvicama: u Kanadi debitirala je i ostvarila najvišu poziciju na 10. mjestu.. U Australiji pjesma se plasirala na 55. poziciju tamošnje glazbene ljestvice. 

## Videospot

### Pozadina
22. travnja 2011. Swift je gostovala u emisiji "Top 20 Country Countdown". Ona je razgovarala s voditeljicom Nal Kelley i rekla je da će spot za "Mean" biti izdan za nekoliko tjedana i da je uzbuđena lad će vidjeti cijeli spot.Spot za pjesmu je sniman dva dana u Los Angelesu. Video-spot za pjesmu je izdan 6. svibnja 2011. i režirao ga je Declan Whitebloom. Swift i Whitebloom su zajedno osmislili koncept spota..

### Sinotopis
Na početku spota prikazuje se Swift i njen sastav kako sviraju bendžo, obučeni u starinsku odjecu. Kasnije, prikazuje se kako je Swift vezana konopcem na željezničim prugama. Video se nastavlja sa scenama u kojima se prikazuje dječak, koji je zlostavljan u školi, kako čita modni magazin u muškoj svlačionici te djevojčica koju zadirkavaju njeni školske kolege. Sljedeća scena prikazuje kako je pozornica pretvorena u starinski klub, gdje Swift pjeva u svjetlucavoj haljini. Otkriveno je da je dječak koji je čitao modni magazin sada poznati modni dizajner, a djevojčica je sada bogata. Završni prizor prikazuje kako druga djevojčica gleda kako Swift nastupa te joj plješće.

### Ocjene
Glazbeni spot je dobio uglavnom pozitivne ocjene. Story Gilmore iz Neon Limelight je rekla da je video "divan" dok je Amanda Lynne iz Gather.com rekla da nije razočarana s videom. Daily Mail je pohvalio temu videa, te dodajući: "Njen novi video za singl Mean dokazuje da djeca koja su zlostavljana u školi da mogu postati uspješni kasnije u životu." Isto mišljenje dijeli i novinar MTV-a Jocelyn Vena, koji dodaje da je video još jedan od ohrabljivajucih videa kao što su "Firework" od Katy Perry  te "Raise Your Glass" od P!nk. Ashley Iasimone iz Taste of Country rekla je da modne kombinacije Swiftove u spotu se ne slaze u radnju spota.

## Ljestvice
| Ljestvice (2010.)       | Najviša pozicija |
| ----------------------- | ---------------- |
| Kanada                  | 10               |
| SAD (Billboard Hot 100) | 11               |
| SAD (Digital Songs)     | 2                |

## Povijest objavljivanja
| Država | Datum               | Format                |
| ------ | ------------------- | --------------------- |
| Kanada | 19. listopada 2010. | digitalno preuzimanje |
| SAD    | 19. listopada 2010. | digitalno preuzimanje |